# XXY (film)

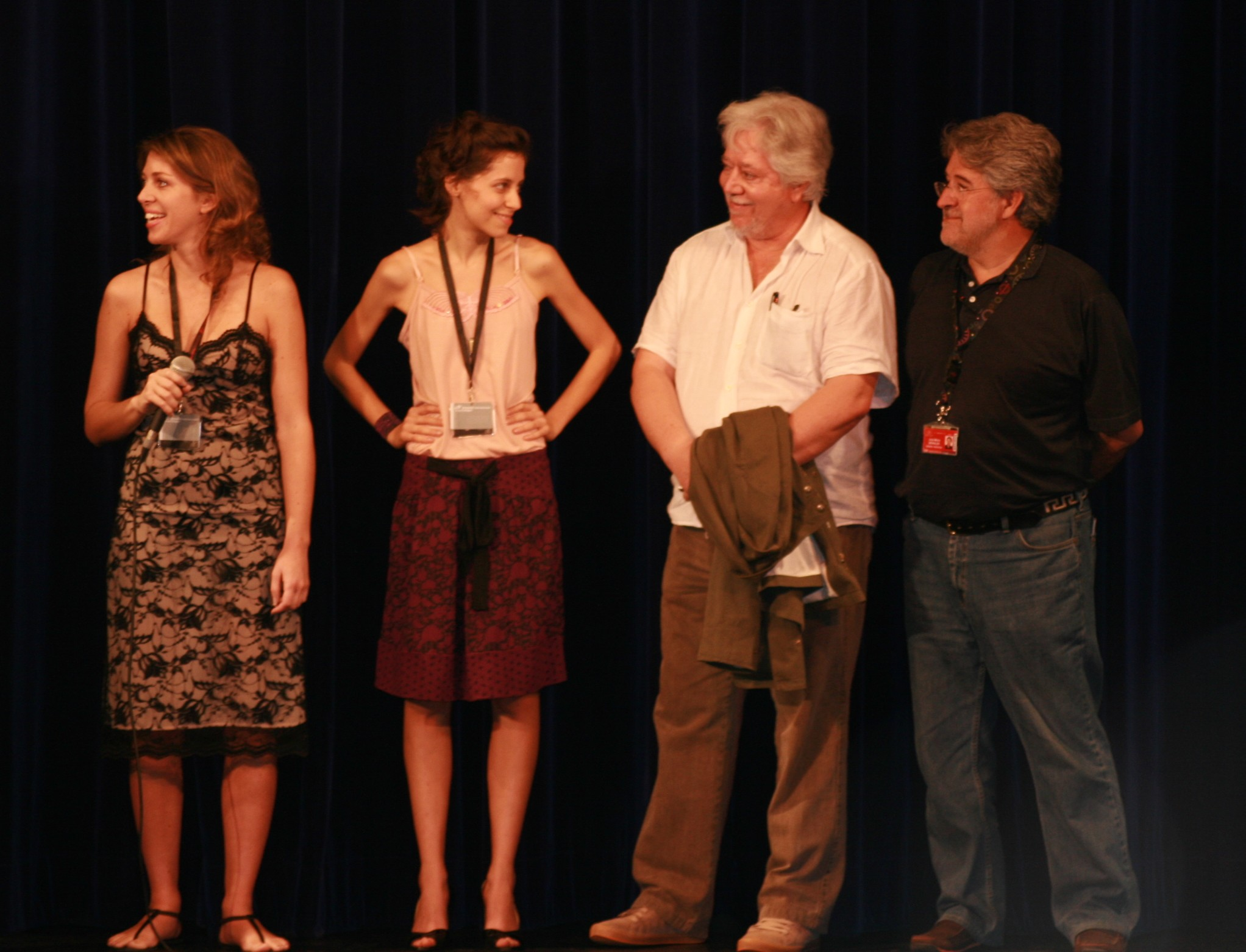
De cast van XXY op het filmfestival van Cannes 2007

XXY is een Argentijnse dramafilm uit 2007, geschreven en geregisseerd door Lucía Puenzo. Het vertelt het verhaal van een als meisje opgevoede interseksuele puber die een keuze moet maken wanneer zij haar eigen seksualiteit ontdekt.
De titel van de film refereert aan het syndroom van Klinefelter: een genetische aandoening bij de man die ook wel het XXY-syndroom wordt genoemd. Hierbij heeft een man in zijn cellen ten minste één X-chromosoom te veel. In werkelijkheid is het niet zo dat bij de geboorte van kinderen met dit syndroom niet kan worden vastgesteld welk geslacht zij hebben. Hoofdpersonage vertoont daarmee niet direct de tekenen van het syndroom van Klinefelder, zoals de titel van de film suggereert, maar lijdt eerder aan het adrenogenitaal syndroom.
XXY won twintig filmprijzen, waaronder zowel de Grote Prijs van de Critici als de Grand Golden Rail op het Filmfestival van Cannes 2007, een Goya Award voor beste Spaanstalige film en een World Soundtrack Award voor ontdekking van het jaar (Daniel Tarrab & Andrés Goldstein).

## Verhaal
Alex (Inés Efron) is een vijftienjarige interseksuele puber Ze wordt opgevoed als een meisje en gebruikt medicijnen om mannelijke geslachtskenmerken te onderdrukken, zoals corticosteroïden. Ze komt op een punt dat ze ernstig gaat twijfelen over hoe ze haar verdere leven door wil brengen en stopt met het innemen hiervan.
Bij haar geboorte verhuisden Alex' ouders vanuit Argentinië naar Uruguay, uit angst voor negatieve reacties op Alex' interseksualiteit. Haar vader is marien bioloog Nestór Kraken (Ricardo Darín) en schreef een boek over de vorming van seksualiteit. Haar moeder nodigt op zeker moment kennissen uit Argentinië uit om te komen logeren: plastisch chirurg Ramiro (Germán Palacios) met zijn vrouw en tienerzoon Álvaro (Martín Piroyansky). De bedoeling van Alex' moeder is om met deze arts de mogelijkheden te bespreken om Alex een operatie te laten ondergaan. Álvaro (Martín Piroyansky) is van Alex' interseksualiteit niet op de hoogte.
Tussen Alex en Álvaro ontstaat een schuchtere seksuele relatie. Alex was daar direct op uit omdat ze totaal onervaren en nieuwsgierig is. Álvaro houdt in eerste instantie de boot af omdat hij haar een beetje vreemd vindt, maar raakt steeds meer gecharmeerd. Wanneer het tot een fysieke vrijpartij komt, wordt hij alleen tot zijn verbazing omgedraaid en zelf anaal gepenetreerd. Kraken betrapt het koppel waarna Alex haar excuses maakt aan Álvaro, die vertelt dat hij het contact toch prettig heeft gevonden en dat hij haar niets kwalijk neemt. Voor Álvaro's vader is dat een opluchting, want hij vreesde dat zijn zoon homo was.
Drie jongens in het dorp belagen Alex en trekken haar broek omlaag om haar genitaliën te bekijken. Haar vader vreest dat het hele dorp van Alex' interseksualiteit op de hoogte raakt als hij aangifte doet en twijfelt daarom daarover. Alex besluit dat dit haar niet uitmaakt, dat zij zal stoppen met het innemen van haar medicijnen en dat zij geen operatie zal ondergaan. Haar besluit wordt mede ingegeven doordat ze inziet dat er met haar vader sowieso één persoon is die onvoorwaardelijk van haar kan houden, hoewel ze 'een monstruositeit is'. De naar maatschappelijke maatstaven volstrekt 'normale' Álvaro hoeft daarentegen niet op veel genegenheid van zijn vader te rekenen, die hem alleen liefheeft uit een gevoel van verplichting 'omdat hij zijn zoon is'.

## Rolverdeling
| Acteur              | Personage     | Opmerkingen              |
| ------------------- | ------------- | ------------------------ |
| Inés Efron          | Alex          | hoofdrol                 |
| Ricardo Darín       | Nestór Kraken | Alex’ vader              |
| Valeria Bertuccelli | Suli          | Alex’ moeder             |
| Germán Palacios     | Ramiro        | chirurg                  |
| Carolina Pelleritti | Erika         | Ramiro’s vrouw           |
| Martín Piroyansky   | Álvaro        | Zoon van Ramiro en Erika |

## Achtergrond
De film is gebaseerd op een kort verhaal van de schrijver Sergio Bizzio. Alex' interseksualiteit noch het syndroom van Klinefelter of het adrenogenitaal syndroom worden expliciet benoemd, zoals het ook voor de personen die in Alex' leven van belang zijn een onbespreekbaar onderwerp is. Een hint wordt gegeven doordat Alex een bak met anemoonvissen houdt. Deze vissen worden allemaal als mannetje geboren, maar kunnen later veranderen in vrouwtjes.
De titel van de film refereert aan het syndroom van Klinefelter. Aan de wetenschappelijke feiten rond het syndroom van Klinefelter besteedt de film overigens geen aandacht. Zo is het in werkelijkheid niet zo dat het geslacht van het kind bij de geboorte niet kan worden vastgesteld. Dat leidde tot kritiek van Unitask, een Italiaanse organisatie voor mensen met dit syndroom. Unitask meende dat de film een verkeerd beeld gaf van mannen met Klinefelder.

## Prijzen en nominaties
| Jaar | Evenement                              | Categorie                      | Genomineerde                    | Resultaat   |
| ---- | -------------------------------------- | ------------------------------ | ------------------------------- | ----------- |
| 2007 | Filmfestival van Athene                | Gouden Athena voor beste film  | XXY                             | Gewonnen    |
| 2007 | Filmfestival van Cannes (60ste editie) | Prix Semaine de la Critique    | Lucía Puenzo                    | Gewonnen    |
| 2007 | Filmfestival van Bangkok (5de editie)  | Gouden Kinaree voor beste film | XXY                             | Gewonnen    |
| 2008 | Ariel (50ste editie)                   | Beste Ibero-Amerikaanse film   | XXY                             | Gewonnen    |
| 2008 | Cóndor de Plata (56ste editie)         | Beste film                     | XXY                             | Gewonnen    |
| 2008 | Cóndor de Plata (56ste editie)         | Beste regisseur                | Lucía Puenzo                    | Genomineerd |
| 2008 | Cóndor de Plata (56ste editie)         | Beste actrice                  | Inés Efrón                      | Gewonnen    |
| 2008 | Cóndor de Plata (56ste editie)         | Beste bewerkt scenario         | Lucía Puenzo                    | Gewonnen    |
| 2008 | Cóndor de Plata (56ste editie)         | Beste camerawerk               | Natasha Braier                  | Genomineerd |
| 2008 | Cóndor de Plata (56ste editie)         | Beste artdirector              | Roberto Samuelle                | Genomineerd |
| 2008 | Cóndor de Plata (56ste editie)         | Beste geluid                   | Fernando Soldevila              | Genomineerd |
| 2008 | Cóndor de Plata (56ste editie)         | Beste filmmuziek               | Andrés Goldstein, Daniel Tarrab | Genomineerd |